# CG인바이츠
CG인바이츠(Crystal Genomics Invites Co. Ltd.)는 신약발굴 및 개발을 전문으로 하는 대한민국의 기업이다.

2000년에 설립 되었다.

## 역사
2000년에 설립되어, 2006년에 기술특례상장으로 코스닥에 상장되었다. 2016년 골관절염 치료제로 국내 제 22호 신약인 아셀렉스를 개발, 시판하였다.
2023년 최대주주인 '뉴레이크인바이츠투자'와 크리스탈지노믹스의'CG'가 합쳐져 현재 사명으로 변경되었다.

## 참고문헌
1. ↑  크리스탈지노믹스 한양증권 분석보고서 2020년 3월 18일
2. ↑  SK증권 분석보고서 크리스탈지노믹스
3. ↑  한국IR협의회 기업분석- 인바이츠바이오코아[깨진 링크(과거 내용 찾기)]
4. ↑  김승권, 크리스탈지노믹스, 최대주주 이름딴'CG인바 이츠'로 사명변경, 팜이데일리, 2023-06-29